# Резуттано
Резуттано (італ. Resuttano, сиц. Rastanu) — муніципалітет в Італії, у регіоні Сицилія,  провінція Кальтаніссетта.
Резуттано розташоване на відстані близько 490 км на південь від Рима, 80 км на південний схід від Палермо, 23 км на північ від Кальтаніссетти.

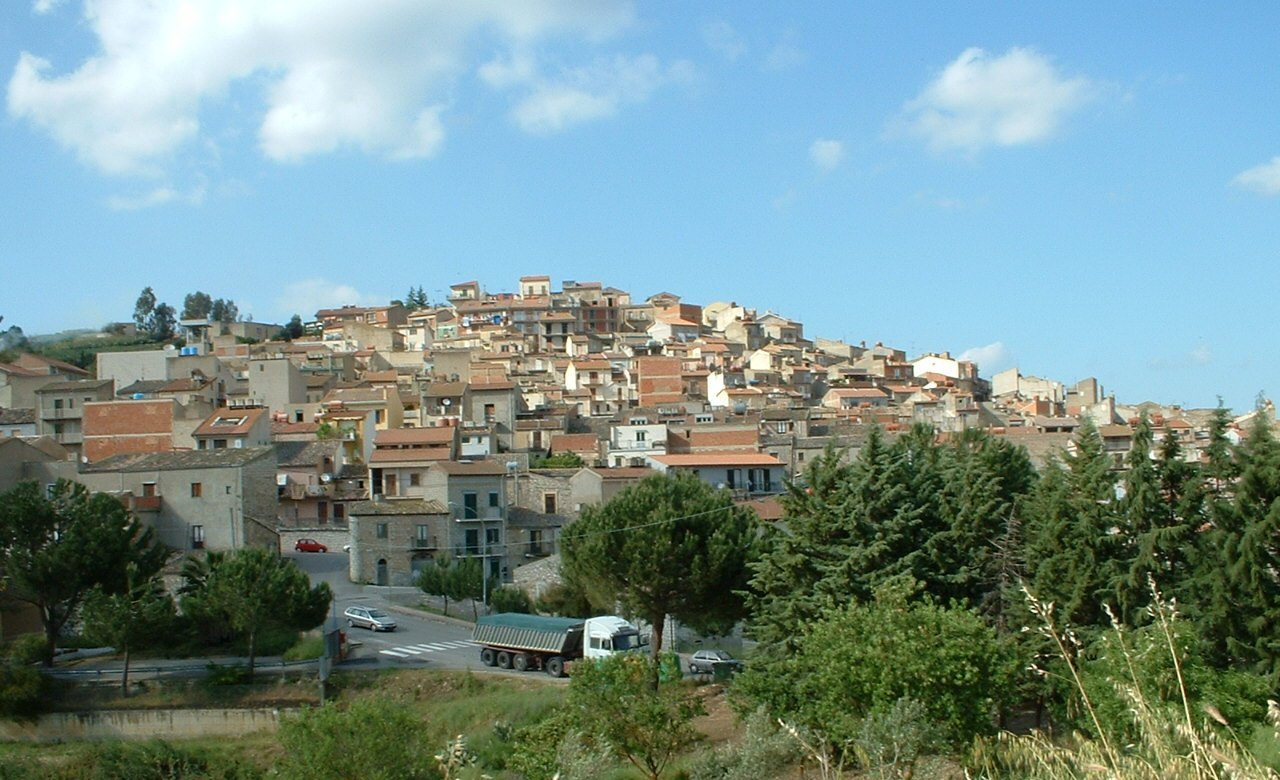

Населення — 2072 особи (2014).

## Демографія
Населення за роками:

Станом на 1 січня 2023 року в муніципалітеті офіційно проживало 17 іноземців з 4 країн, серед них 13 громадян країн Євросоюзу та 2 громадяни України.

## Сусідні муніципалітети
- Алімена
- Блуфі
- Бомп'єтро
- Петралія-Соттана
- Санта-Катерина-Віллармоза